# Coryphaenoides asper
Coryphaenoides asper es una especie de pez de la familia Macrouridae en el orden de los Gadiformes.

## Morfología
• Los machos pueden llegar alcanzar los 32 cm de longitud total.

## Hábitat
Es un pez bentopelágico y maríno de aguas subtropicales.

## Distribución geográfica
Se encuentra al sur del Japón.